# Lanthenans
Lanthenans ist eine  französische Gemeinde mit 70 Einwohnern (Stand: 1. Januar 2022) im Département Doubs in der Region Bourgogne-Franche-Comté.

## Geographie
Lanthenans liegt auf 460 m, etwa 18 Kilometer südwestlich der Stadt Montbéliard (Luftlinie). Das Dorf erstreckt sich auf einem kleinen Hochplateau südlich des Doubstals und nördlich der Lomontkette, in den äußersten nördlichen Höhenzügen des Juras.
Die Fläche des 3,36 km² großen Gemeindegebiets umfasst einen Abschnitt des französischen Juras. Der Hauptteil des Gebietes wird vom Plateau von Lanthenans eingenommen, das durchschnittlich auf 460 m liegt. Es ist überwiegend von Acker- und Wiesland bestanden und liegt topographisch im Einzugsgebiet des Ruisseau des Combes, zeigt aber keine oberirdischen Fließgewässer, weil das Niederschlagswasser im verkarsteten Untergrund versickert. Im Norden und Osten wird das Plateau durch eine Anhöhe vom Talbecken von Hyémondans getrennt. Nach Süden erstreckt sich das Gemeindeareal in die Hügel von Bermont am Nordfuß der Lomontkette. Mit 592 m wird hier die höchste Erhebung von Lanthenans erreicht. 
Nachbargemeinden von Lanthenans sind Sourans im Norden, Hyémondans im Osten, Anteuil im Süden sowie Blussans im Westen.

## Geschichte
Die Kanoniker der Abtei Saint-Paul von Besançon gründeten im 11. Jahrhundert das Augustinerpriorat von Lanthenans. Die Mönche rodeten verschiedene Flecken am Nordfuß der Lomontkette, machten das Land urbar und sorgten so für die Besiedlung. Zusammen mit der Franche-Comté gelangte Lanthenans mit dem Frieden von Nimwegen 1678 an Frankreich. Heute ist Lanthenans Teil des Gemeindeverbandes Deux Vallées Vertes.

## Sehenswürdigkeiten

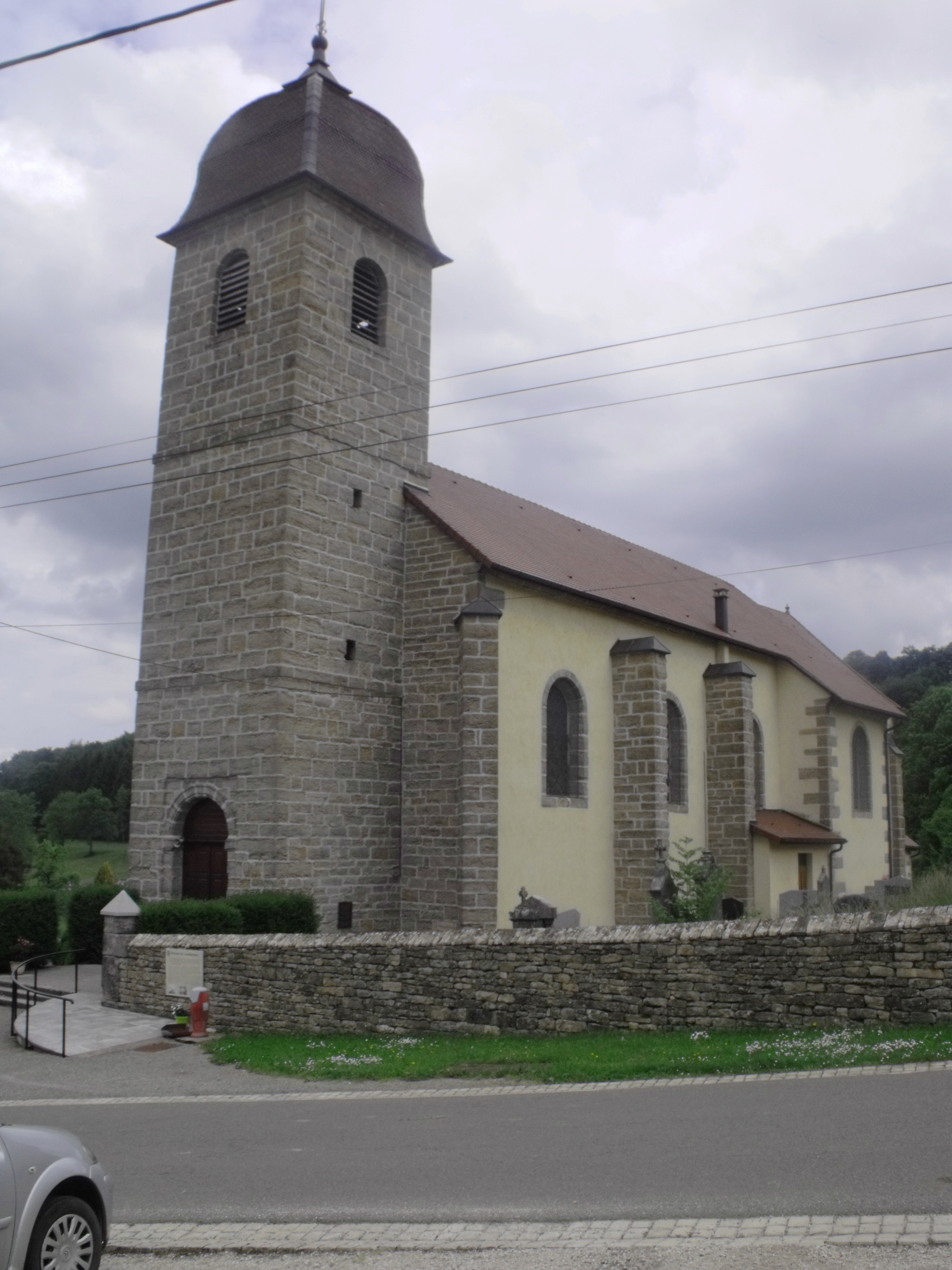
Kirche Saint-Germain

Die Kirche Saint-Germain, die ursprünglich auf das Jahr 1108 zurückgeht, wurde 1786 neu erbaut. Sie besitzt eine reiche Ausstattung aus dem 17. und 18. Jahrhundert, darunter ein Hostiengefäß und verschiedene Reliquien. Vom ehemaligen Priorat sind zwei Gebäude erhalten.

## Bevölkerung
| Jahr                       | 1962 | 1968 | 1975 | 1982 | 1990 | 1999 | 2004 | 2016 |
| Einwohner                  | 69   | 58   | 79   | 66   | 60   | 65   | 66   | 67   |
| Quellen: Cassini und INSEE |      |      |      |      |      |      |      |      |

Mit 70 Einwohnern (Stand 1. Januar 2022) gehört Lanthenans zu den kleinsten Gemeinden des Départements Doubs. Nachdem die Einwohnerzahl in der ersten Hälfte des 20. Jahrhunderts deutlich abgenommen hatte (1896 wurden noch 116 Personen gezählt), wurden seit Beginn der 1960er Jahre nur noch geringe Schwankungen verzeichnet.

## Wirtschaft und Infrastruktur
Lanthenans war bis weit ins 20. Jahrhundert hinein ein vorwiegend durch die Landwirtschaft (Ackerbau, Obstbau und Viehzucht) und die Forstwirtschaft geprägtes Dorf. Noch heute leben die Bewohner zur Hauptsache von der Tätigkeit im ersten Sektor. Außerhalb des primären Sektors gibt es nur wenige Arbeitsplätze im Dorf. Einige Erwerbstätige sind auch Wegpendler, die in den umliegenden größeren Ortschaften ihrer Arbeit nachgehen.
Die Ortschaft liegt abseits der größeren Durchgangsstraßen an einer Departementsstraße, die von Blussans nach Tournedoz führt. Der nächste Anschluss an die Autobahn A36 befindet sich in einer Entfernung von ungefähr zehn Kilometern. Weitere Straßenverbindungen bestehen mit Anteuil und Hyémondans.